# Heliconia tortuosa
Heliconia tortuosa Griggs, 1903 è una pianta della famiglia Heliconiaceae, diffusa in Messico e America centrale.